# لیدیو آندرس فلیز
لیدیو آندرس فلیز (انگلیسی: Lidio Andrés Feliz؛ زادهٔ ۲۶ ژوئن ۱۹۹۷)دونده اهل جمهوری دومینیکن است.